# Schizothorax ninglangensis
Schizothorax ninglangensis är en fiskart som beskrevs av Wang, Zhang och Zhuang, 1981. Schizothorax ninglangensis ingår i släktet Schizothorax och familjen karpfiskar. Inga underarter finns listade i Catalogue of Life.